# Actias jordani
Actias jordani är en fjärilsart som beskrevs av Friedrich Wilhelm Niepelt 1936. Actias jordani ingår i släktet månspinnare, och familjen påfågelspinnare. Inga underarter finns listade i Catalogue of Life.